# Porlock (Regno Unito)
Porlock (1.300 ab. ca.) è un villaggio con status di parrocchia civile della contea inglese del Somerset (Inghilterra sud-occidentale), appartenente al distretto del West Somerset e situato nel tratto nord-orientale del parco nazionale dell'Exmoor, di fronte alla costa che si affaccia sulla Baia di Porlock (Canale di Bristol).
La località era un tempo la sede dei re del Wessex.

## Geografia fisica

### Collocazione
Porlock si trova tra Culbone e Selworthy (rispettivamente a sud-est della prima e ad ovest della seconda), a circa 10 km ad ovest di Minehead.

A circa 3 km a nord-ovest del centro di Porlock si trova invece il villaggio portuale di Porlock Weir.

### Villaggi della parrocchia civile di Porlock[4]
- Porlock
- Porlock Weir
- West Porlock
- Bossington
- Yearnor

## Storia
Nel 912, il villaggio fu attaccato dai pirati Danesi.
Nell'XI secolo, il villaggio di Porlock fu menzionato nel Domesday Book come Portloc.

## Economia

### Turismo
Porlock è meta estiva degli escursionisti che percorrono la Coleridge Way e la West Coast Path.

## Architettura
La via principale del centro di Porlock si caratterizza per la sua architettura costituita da vari cottage dal tetto di paglia.
|  |  |

## Porlock in letteratura
- Porlock è menzionata[9] nel poema di Samuel Taylor Coleridge (1772– 1834) Kubla Khan, scritto durante un soggiorno forzato dello scrittore nella cittadina[8]. Il poema ha fatto nascere nella lingua inglese l'espressione (a) person from Porlock ("(una) persona di Porlock") come sinonimo di "persona inattesa" o di "persona indesiderata".[9]